# مسيرة النساء في بورتلاند
كانت مسيرة النساء في بورتلاند ، والمعروفة أيضًا باسم مسيرة بورتلاند النسائية ،  مسيرة المرأة في واشنطن، بورتلاند ،  ومارثوث ماريلاند ،  حدثًا في بورتلاند ، أوريغون. تقرر أن يتزامن مع يوم الحراك النسائي، وتم عقده في 21 يناير 2017، بعد يوم من حفل تنصيب دونالد ترامب.  كانت المسيرة واحدة من أكبر الاحتجاجات العامة في تاريخ ولاية أوريغون مع تقديرات حشد تصل إلى 100,000 مشارك ومشاركة. لم يتم القبض على أي شخص أثناء المظاهرة.
بدأت خطط مسيرة بورتلاند مع مجموعة صغيرة من النساء في إيسترن أوريجون ‏ في 11 نوفمبر 2016، بعد انتخاب ترامب. أبدى الآلاف من الناس اهتمامهم بحضور الحدث على صفحته على الفيسبوك بعد أيام قليلة من إنشاء الصفحة. أراد المنظمون التركيز على حقوق المرأة ولكن تم انتقادهم لعدم معالجة قضايا التنوع. في 27 كانون الأول (ديسمبر)، استولى اتصال أوريغون بمسيرة المرأة الوطنية على صفحة الحدث الأصلية. فتم إنشاء صفحة جديدة، تدعو إلى المشاركة من قبل مجموعة من النساء الذين اشتكوا من قلة التنوع. أصبحت مارغريت جاكوبسن الجهة المنظمة للمسيرة في 6 يناير 2017.
شملت الجهات الراعية لهذا الحدث فرع ولاية أوريغون للمنظمة الوطنية للمرأة ‏، و PDX Trans Pride ، والشريك الإقليمي لجمعية تنظيم الأسرة الأمريكية. سحبت الجمعية الوطنية للنهوض بالملونين فرع بورتلاند دعمها، مشيرة إلى فشل المنظمين الأصلي في مناقشة التمييز الذي يؤثر على مجموعات الأقليات، وخاصة المهاجرين والنساء المسلمات والنساء الملونات. في أعقاب المسيرة، أطلقت وزارة العدل في ولاية أوريغون تحقيقًا في نزاع بين المنظمين بشأن الأموال التي تم جمعها.

## المظاهرات

### الحوافز
رغم أنه لم يوصف رسميً الخدمات اللوجستية ا على أنه حدث «مناهض لترامب»، إلا أن العديد من المشاركين ساروا لدعم حقوق المرأة ولتعزيز الاحتجاجات ضد دونالد ترامب.   وصفت مجلة، بورتلاند ميركوري ‏ الحدث كما يلي: «سوف تكون بورتلاند واحدة من المدن التي تشارك في هذه السلسلة من المسيرات الوطنية لاظهار الدعم لحقوق المرأة في مواجهة مجرم الجنس ومتعصب التفوق الأبيض الذي يدخل البيت الأبيض».
ووصفت شاستا كيرنز مور من بورتلاند تريبيون ‏ المظاهرة بأنها «رد فعل على انتخاب دونالد ترامب، وجميع القوى العاملة تقريبًا في السياسة الانتخابية في السباق الرئاسي 2016 كانت أيضًا تلعب دورًا في تنظيم مسيرة بورتلاند: وسائل التواصل الاجتماعي، العرق والجنس والفجوة بين الريف والحضر والمفاهيم النسوية، والأهم من ذلك كله، الكثير من الناس يشعرون وكأنهم لم يُسمعوا».
أصدر المنظمون بيانًا حول الغرض من المظاهرة:
تتماشى مسيرة المرأة في واشنطن، مع مهمة المسيرة الوطنية، وهي حركة وطنية لتوحيد وتمكين كل من يدافع عن حقوق المرأة وحقوق الإنسان وحقوق المهاجرين والحريات المدنية والعدالة الاجتماعية للجميع. إنه حدث غير حزبي ومسموح به وسلمي حيث نسير تضامنا مع شركائنا وأطفالنا لحماية حقوقنا وسلامتنا وصحتنا وعائلاتنا - مع إدراك أن مجتمعاتنا النابضة بالحياة والمتنوعة هي قوة مجتمعنا بلد. أوريغون وبريتر بورتلاند الآن ووالدتها المخططة، ويلياميت، هما من رعاة وحلفاءنا العديدين. 

### الخدمات اللوجستية

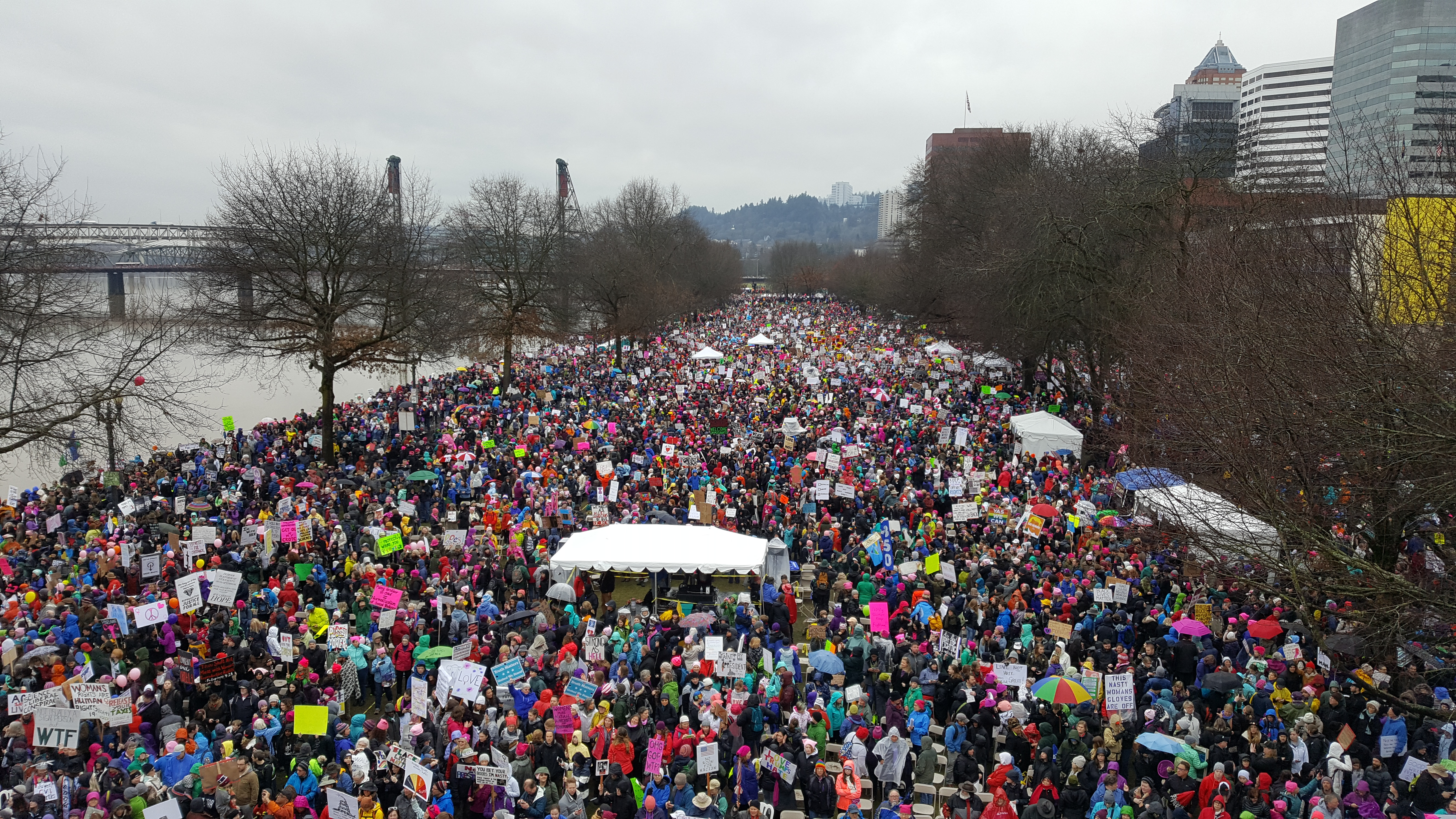
مسيرات في ، جنوب

قبل الحدث، كان من المتوقع أن تجتذب مسيرة المرأة في بورتلاند ما بين 20000 و 30000 مشارك، مما قد يكون أكبر مظاهرة في تاريخ المدينة.    قال أكثر من 50,000 شخص أنهم يعتزمون الحضور على صفحة على الفيسبوك.    على عكس بعض الأحداث التي أقيمت بالتزامن مع المسيرة النسائية الوطنية، تم السماح باحتجاج بورتلاند، وتم الإعلان عن مسار العرض مسبقًا.
قبل المسيرة، التي وصفت بأنها مناسبة مناسبة للأسرة، كان هناك تجمع للأطفال والأسر،  ابتداءً من الساعة 11:00   صباحا. تبع ذلك المتحدثون، بالإضافة إلى الهتافات والأغاني وتعليمات السلامة للمتظاهرين الذين لديهم أطفال.     كان حضور الاحتجاج مجانيًا، لكن المنظمين حاولوا جمع 10,000 دولار لتغطية تكاليف الحدث.  سبقت المسيرة أيضًا مسيرة أخرى مؤيدة للعمال في ساوث بارك بلوكس ‏، وبعدها انضم 150 مشاركًا منهم إلى مسيرة النساء.
تجمع المشاركون بالقرب من جسر موريسون ‏ في توم مكول ووترفرونت بارك ‏،  ثم ساروا في منطقة في وسط بورتلاند ‏ فترة الظهر قبل العودة إلى الحديقة.    مع طول مسار يقدر ما بين 1.3 و 2.2 ميل (2.1 و 3.5 كـم) ،  اتبع طريقهم جنوب غرب نايتو باركواي إلى شارع جيفرسون، ثم إلى الجادة الرابعة وبعدها إلى شارع باين.    انتهت مسيرات في واترفرونت بارك أوريجون التذكارية، معظم الحضور كان قد تشتت بحلول الساعة 3:30   مساء.  

## التأثير

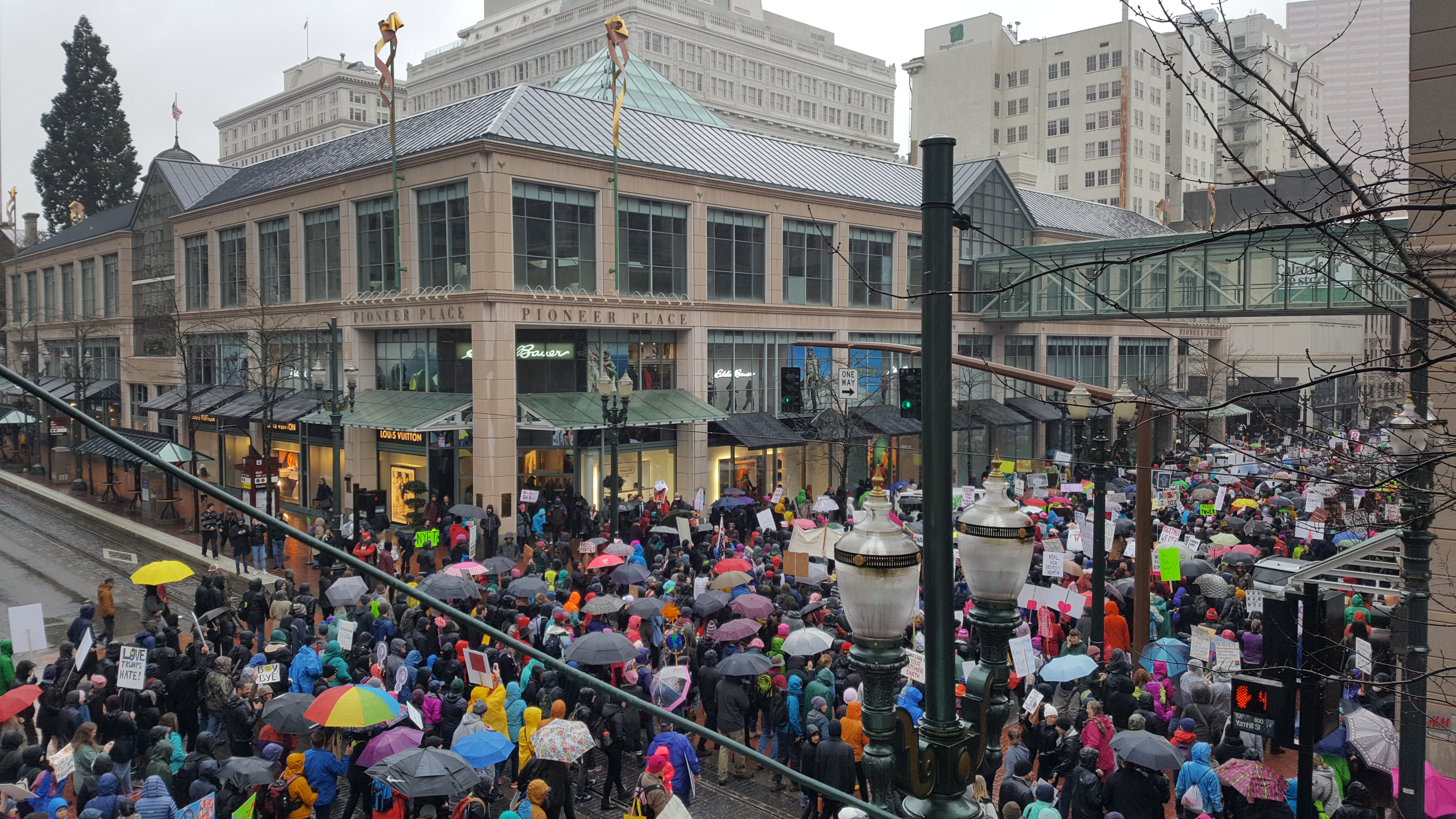
المتظاهرون أمام مكان بايونير في الجادة الرابعة جنوب غرب

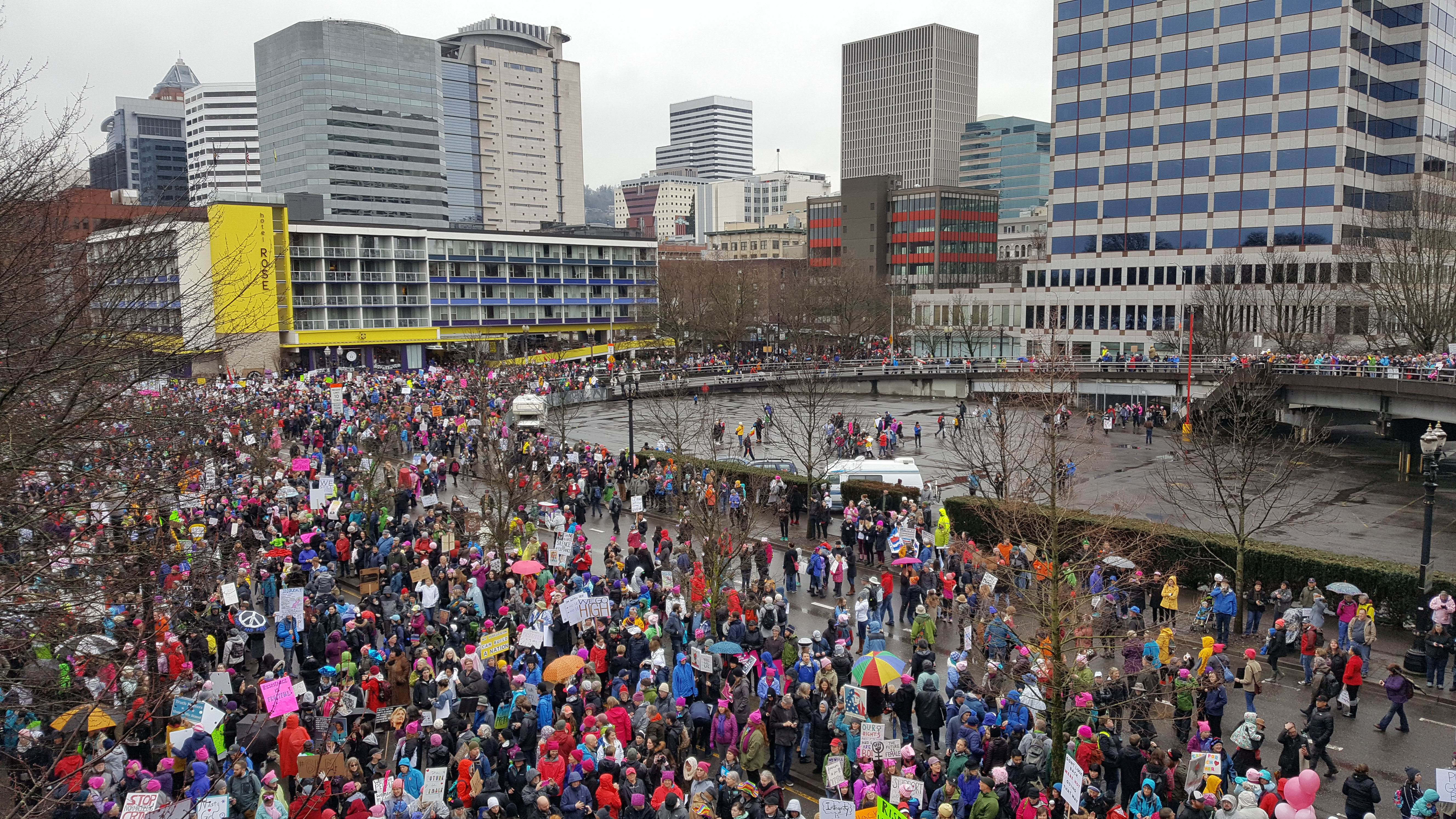
تجمع المتظاهرون على طول جنوب غرب نايتو باركواي قبل مسيرة الظهر

أصبحت المسيرة واحدة من أكبر الاحتجاجات العامة في تاريخ ولاية أوريغون.  بعد الاحتجاج، قال المنظمون إن 100 ألف شخص حضروا. وقال مكتب شرطة بورتلاند ‏ إن المظاهرة كانت «واحدة من أكبر المسيرات في بورتلاند على الإطلاق»، ويقدر أن ما بين 50000 إلى 100000 شخص شاركوا فيها.   نشرت منافذ الأخبار تقديرات حشود تتراوح ما بين 70,000 إلى 100,000 متظاهر.     قال صحيفة بورتلاند تريبيون :
قام هذا الحدث في جو احتفالي غارق في مطر. حضر الكثير من الناس بحيث كان من المستحيل على الجميع رؤية أو سماع مكبرات الصوت على المسرح في جنوب جسر موريسون. الساعة 1:15   بعد الظهر، الوقت الرسمي لبدء المسيرة، كان الآلاف لا يزالون مكتظين بلا حراك في حديقة الواجهة البحرية.
ذكرت وسائل الإعلام المحلية أنه على عكس الاحتجاجات الأخرى التي سبقت المسيرة، كانت هناك علاقة إيجابية بين المتظاهرين والشرطة. وقارنت بورتلاند تريبيون الحدث مع احتجاجات الأمسية السابقة وقالت إن مسيرة النساء «تمتاز بأجواء كرنفالية مليئة بالابتسامات». ومن صحيفة ذا أوريغون وصفت كالي وليامز الحشد بـ «المبتهجين». كما وصف وصف كاتب صحيفة بورتلاند ميركوري ديرك فاندرهارت هذا الحدث بأنه «ضخم، مبتهج، ولماع»، ووصف الحشد بأنه «خليط بشري من المبتهجين ومن الرطبين، ومن كارهي ترامب». قالت الشرطة إن المسيرة كانت «100٪ سلمية»،   ولم تقم بأي اعتقالات.   وقال الرقيب بيت سيمبسون: «كانت هذه المسيرة، كما نعتقد، واحدة من أكبر المسيرات في تاريخ بورتلاند... ولم يتم الإبلاغ عن أي حوادث أو مشاكل على الإطلاق. يرجع الفضل في الحقيقة إلى المنظمين لتعاونهم مع المدينة، والالتقاء بمكتب الشرطة للمساعدة في تخطيط المسار والسماح لنا بتوفير الموارد المناسبة في المكان». 